# Dora van der Groen
Pour les articles homonymes, voir Groen (homonymie).
Dora van der Groen, née le 10 mars 1927 à Anvers et morte le 8 novembre 2015 à Geel, est une actrice belge, également metteur en scène de théâtre, réalisatrice de téléfilms et professeur de théâtre.

## Biographie
Dora Van der Groen débuta comme actrice au théâtre KNS (Koninklijke Nederlandse Schouwburg) d’Anvers, puis fut engagée par le KVS (Koninklijke Vlaamse Schouwburg) de Bruxelles. À partir de 1978, elle exerça comme directrice artistique de la section théâtrale du Conservatoire royal de musique de sa ville natale, jusqu’à ce que cette section soit rattachée à l’école de théâtre Studio Herman Teirlinck. Au cours de sa carrière de comédienne, elle interpréta des rôles dans plus de 120 œuvres de cinéma ou téléfilms.
Elle joua en 1955 dans Les mouettes meurent au port d'Ivo Michiels et en 1988 dans L'Œuvre au noir d'André Delvaux. En 1966, elle interpréta le rôle de Floranske dans la série télévisée Jeroom en Benzamien (BRT, 6 épisodes). En 1969, elle incarna deux personnages de la série télévisée Wij, Heren van Zichem (BRT, 26 épisodes), Mélanie et vrouw Koene. En 1972, elle tint le rôle d’Ida Spilliart dans la série télévisée De vorstinnen van Brugge (BRT, 13 épisodes). Elle coréalisa trois téléfilms entre 1977 et 1982.
Dora van der Groen a été l'épouse du réalisateur Tone Brulin, puis de l'acteur Wies Andersen.

## Filmographie
- 1945 : Baas Ganzendonck de Gaston Ariën
- 1955 : Les mouettes meurent au port (Meeuwen sterven in de haven) de Rik Kuypers, Ivo Michiels et Roland Verhavert
- 1956 : Vuur, liefde en vitaminen de Jef Bruyninckx
- 1957 : Wat doen we met de liefde? de Jef Bruyninckx
- 1958 : Het geluk komt morgen de Jef Bruyninckx
- 1966 : L'Homme au crâne rasé d'André Delvaux
- 1969 : Monsieur Hawarden de Harry Kümel
- 1971 : Ieder van ons de Frans Buyens
- 1971 : La Maison sous les arbres de René Clément
- 1971 : Malpertuis de Harry Kümel
- 1972 : Rolande met de bles de Roland Verhavert
- 1973 : Camera Sutra (De bleekgezichten) de Robbe De Hert
- 1973 : Het dwaallicht de Frans Buyens
- 1974 : Dakota de Wim Verstappen
- 1975 : Dokter Pulder zaait papavers de Bert Haanstra
- 1975 : Kind van de zon de René van Nie
- 1975 : Keetje Tippel de Paul Verhoeven
- 1976 : De komst van Joachim Stiller de Harry Kümel
- 1977 : Rubens, schilder en diplomaat de Roland Verhavert
- 1982 : Alleen de Jacob Bijl
- 1982 : Het verleden de Bram van Erkel, Bas van der Lecq et Roy Logger
- 1983 : De vlaschaard de Jan Gruyaert
- 1984 : De aardwolf de Rob Van Eyck
- 1984 : Jan zonder vrees de Jef Cassiers
- 1985 : L'Été provisoire de Samy Pavel
- 1987 : Havinck de Frans Weisz
- 1987 : Dagboek van een oude dwaas (Le Journal d'un vieux fou) de Lili Rademakers
- 1988 : L'Œuvre au noir d'André Delvaux
- 1989 : Jan Rap en z'n maat d'Ine Schenkkan
- 1991 : Eline Vere de Harry Kümel
- 1992 : Minder dood dan de anderen de Frans Buyens
- 1995 : Antonia et ses filles de Marleen Gorris
- 1997 : Leonie de Lieven Debrauwer
- 1998 : Blazen tot honderd de Peter van Wijk
- 1998 : S. de Guido Henderickx
- 1998 : Thuisfront d'Ivo van Hove
- 1999 : Film 1 de Willem Wallyn
- 2000 : Mariken d'André van Duren
- 2001 : Pauline et Paulette de Lieven Debrauwer
- 2002 : Villa des roses de Frank Van Passel

## Distinctions
Commandeur de l'ordre de la Couronne en 2009, décerné par le roi Albert II de Belgique.